# 活貧団
活貧団（ファルビンダン、활빈단）は、大韓民国の右派民族主義団体。活貧党（활빈당）と漢字を当てる表記もあるが、現在韓国で活動している団体については、活貧団が正しい。

## 歴史上の「活貧党」
活貧党は、もともと許筠が17世紀初頭に著したとされる、最古のハングル表記の小説である『洪吉童（ホン・ギルトン）伝』において、主人公の洪吉童を首領とする義賊団の名前が、「活貧党」であったことに由来する。洪吉童は貴族（両班）の家系ながら庶子であったため家督の相続も官職への仕官も出来ず、体制に抵抗して不正役人や金持ちから金品を奪い、それを貧しい人に分け与えたというストーリーで、この小説は、義侠小説として李氏朝鮮期の民衆に広く読まれた。
李氏朝鮮末期の1894年に東学徒や農民の蜂起によって起きた甲午農民戦争が李氏朝鮮および大日本帝国陸軍に鎮圧されると、散り散りになった残党の一部が、1899年に忠清道地方で「活貧党」（ko:활빈당）を結成し、抗日闘争をはじめた。活貧党とは、剣契・火賊・東匪・西学党・南学党・英学党などの別名がある一連の反政府的組織である。
彼らは、救国安民の綱領を掲げ、大韓帝国政府に、農民や商人の待遇改善、防穀令実施、列強に奪われた利益の奪還、鉱山開発権や鉄道敷設権の外国への譲渡の反対等を「大韓四民論説十三条目」として要求した。また、監獄を襲って囚人を脱走させて武器を奪い、朝鮮南部を中心に朝鮮半島全土で、特に日本との通商禁止を掲げて義兵闘争を次々に起こした。彼らは富民の財産を没収して貧民に分配するなどの活動を行う一方、攘夷（外国排斥）をかかげて、日本人商店や、日本などの外国資本が作った鉄道・その他の社会インフラを破壊した。これも、日本軍に鎮圧され、ほとんどが処刑された。

## 現在の「活貧団」
団長は、洪 貞植（ホン・ジョンシク、홍정식）。民族主義団体として『民族の精気を高める運動』を行う一方、日本に対して非常に攻撃的な姿勢を見せており、彼らの行動は、徐々に日本人の注目を浴び始めている。彼らの主張は、「竹島は韓国の領土である」「対馬も韓国領土である」「日本海表記は誤り。東海が正しい」「日本政府は歴史歪曲をやめよ」といった論争のある主張から、「日本製品の排斥、国産品の愛用」「日本の象徴である東京都心、皇居、島根県、富士山頂に韓国国旗を掲げる国際遠征デモを行う」「私学への助成廃止を撤回させよ」「鬱陵島の所属を慶尚北道から江原道に変えよ」「キヤノン社製品を韓国国内で販売しているLGグループの不買運動」といったものまで非常に多岐にわたっている。洪団長によると、党は「郎党」を表し、イメージが良くないため、団を名乗っているという。本人は税関を定年退職して無職であり、老後の余暇活動で反日活動を行っている。わずかな私財で細々と活動を行っている状態である。随時カンパを受け付けているが、カンパの中心になっているのは小学生の小遣いである。
- 2001年4月9日、ソウルの国際郵便局から、日本の天皇、内閣総理大臣、文部科学大臣、自由民主党総裁宛てに、短刀、味噌玉、唐辛子粉、垢擦りタオルなどを発送した。「韓国人の憤怒」（短刀）、「信じられない日本の友好政策」（味噌玉）、「北東アジアの平和共存を妨げる歴史歪曲」（唐辛子粉）、「軍国主義の垢を洗い落とすように」（垢擦りタオル）の意味があったという。
- 2004年、キヤノンが後援してヨーロッパで開催された大型地図展示会で、展示された地図が日本海と表記され、日本領竹島と表記されていたことから、キヤノン製品を輸入販売するLGグループの不買運動を展開した。
- 2004年1月16日、韓国で竹島を題材にした「竹島の自然」が発売される。発売当日、ソウル市内の光化門（クァンファムン）郵便局に一番乗りで購入し、早速小泉純一郎首相宛に、上海で反日無差別爆弾テロを行ったテロリスト尹奉吉（ユン・ボンギル）の甥　尹ユンジュの名義で手紙を発送し、その後、郵便局内で反日デモを行う。
- 8月29日、江原道江陵市の海水浴場で、日本の歴史教科書に抗議するデモを起こした[1]。
- 2005年1月23日、コリア独島緑色連合・東海守護国民運動本部とともに、江原道東海市にある墨湖港で、日本の東海侵奪野慾糾弾大会を開いた。彼らは「日本は、最近『竹島の日』を定めたのに続き、世界の34の航空会社に『日本海の代わりに東海と表記するよう要請した韓国政府の要求を受け入れるな』という内容の公文を送った」とし、鬱陵島と竹島に向かう旅客船の乗り場で、日の丸火刑式を行なった。その後、韓国東海岸一帯を釜山まで車で巡回して、同様のキャンペーンを続けた。
- 2005年3月15日、島根県の『竹島の日条例』制定に向けた動きと、それに関連した高野紀元駐韓日本大使の「竹島は歴史的にも法的にも日本固有の領土である」発言を受けて、ソウルの日本大使館前で各市民団体が合同で反日集会を開催し、他の団体が、深夜デモ、断指、高野大使の顔が書かれた旗を燃やす、「日本は歴史歪曲を即刻中断しろ」と描かれた紙飛行機30個を日本大使館の中に投げ入れる、高野大使の名前が書かれた豚を捕獲するパフォーマンスを行うなどの騒動を起こす中、活貧団も、前夜の深夜デモに参加し、あくる日『あたらしい歴史教科書』をかたどったダンボール4箱を燃やすなどした後、洪貞植団長がナイフで自殺を試み、警察に阻止された。
- 6月27日、日本大使館の前で、天皇が終戦60周年の節目にサイパンを訪問し、戦没者慰霊祭を行ったことに抗議する反日集会を行った。この訪問に際しては、25日に「日王（天皇）のサイパン慰霊祭は被害国民に対する残忍で悪辣な冒涜である。日王をそそのかして軍国主義の復活を図る日本極右首脳部は、贖罪の意味でバンザイクリフで投身自殺しろ」と糾弾する声明を出していた。この集会では、天皇の顔に大きく×印を描いたポスターを掲げるなどした。
- 10月17日、小泉純一郎首相の靖国神社参拝に抗議して、日本大使館前で日の丸を食いちぎるパフォーマンスを行う。後日、日本大使館宛てに牛糞入りの小包を発送。
- 2006年2月17日、清州から済州島へ向かう韓星（ハンソン）航空機内でデモを行う。済州空港に到着すると、空港待合室でデモを行う。その後、済州市内のメインストリート、PC房、レストラン街を巡回してデモを行う。
- 2月18日、韓国最南端の済州道南済州郡大静邑馬羅島（マラド）に向かう船上で海上デモを起こした後、馬羅島で、日本の「妄言」糾弾、竹島領有権主張、島根県の『竹島の日』制定1周年記念行事の強行を糾弾するデモを起こす。
- 2月19日、済州市役所前通りで、青少年を対象とした竹島守護反日キャンペーンを行う。正午過ぎに漢拏山山頂に登り、山頂にて反日デモを行う。
- 2月20日、在済州日本総領事館を訪問、面談を拒否されると、総領事館前で唐辛子粉をふりかけ、塩をふりかけ、日の丸火刑式デモを行った。午後には、済州国際空港日本行出国カウンター前で反日デモを行う。その後、清州に戻り、航空機内、空港内、清州市内メイン・ストリートで青少年対象反日デモを行う。
- 2月21日、日本大使館前で、日の丸火刑式を行う。
- 3月1日、3.1節を東京を迎えるために10人で来日。国会議事堂を観光旅行を装って訪ね、国会議事堂前広場で、無許可で「竹島は韓国の領土である」というポスターを掲げ、写真を撮影するパフォーマンスを行った（国会議事堂内は写真撮影禁止）。その夕方、警視庁公安部の警察官3名が、彼らが宿泊している東京ベイホテルを訪ね、国会内を撮影した画像データと、すでに活貧団ホームページに載せていた画像の削除を求め、日本の法律に従わない場合、日本の法律により処罰するため出国禁止にすると警告を行った。それに対し、韓国に残っていた洪貞植団長は「我が国の領土である独島問題解決の為に、日本に入国してデモを起こした事が嫌だという理由で、韓国ホームページの写真を削除させることは明白な越権行為であり、国際法に抵触する」と批判し、「デモ隊の帰国後、専門家とこの問題に対して論議し、対処する」としたが、結局、警察の警告を受け入れて画像を削除し、2日、日本を出国した。
- 4月17日、海上保安庁が竹島近海の日本の排他的経済水域の海底調査をIHOに申請したことに関して、日本大使館と大使公邸で抗議を行った。さらに、今後、海軍・海兵隊特殊部隊出身の義烈団員を募集して、大邱、浦項、鬱陵島、竹島を巡回し、来日して日本の首相官邸、外務省、島根県、対馬にて反日闘争を起こすと発表した。 洪団長は、「『独島は歴史的にも国際法上にも日本領土』と減らず口を叩く日本政府は、侵略軍国主義の復活を企てるアジアの悪鬼・地球村の悪童である」として、他国の領土に侵入しようとする暴挙を直ちに中断せよと発言した。同時に、竹島問題に対して韓国政府に、強硬対処取ること、竹島に独島警備隊に代えて海軍を駐屯させる特別法を制定することなどを求めた。
- 2006年7月、韓国のニュースサイト「ニュースタウン」の取材に応じ、日本の一連の妄言･妄動に対する反日膺懲行動を行い、日本中を驚愕させると、事実上の対日テロ闘争宣言を行った。膺懲とは「征伐して懲らしめる」という意味である。計画によれば、光復節（8月15日）に首相官邸・外務省など日本の政府機能や東京都心、島根県と対馬で同時多発的に「強力な反日闘争」を行うとしている。活貧団には、大韓民国国軍特殊部隊隊長出身者が所属しており、かねてより彼ら自身が、大勢のマスコミの前で「日本国内に潜入して日本をやっつける」という対日テロをほのめかす発言を行っており、今回の発言は、対日テロ計画が具体化した形である。
- 2007年3月4日、安倍晋三首相によるいわゆる「従軍慰安婦」の強制力を否定した発言に対し、日本大使館の前でデモを行った[2]。
- 2007年3月、活貧団は対馬が歴史的に韓国の領土であるとして「失われた我らの領土・対馬島を奪還するキャンペーン」を展開すると発表した[3]。
- 2007年3月21日、活貧団の副団長がソウルの日本大使館正門横の警備室の屋上に上がり、いわゆる従軍慰安婦問題に関する「安倍晋三首相の妄言」を非難するデモを行い、警備の警察官に取り押さえられた。また、団長も許可無く大使館前でデモを行ったとして検挙された[4]。
- 2023年1月24日、駐韓日本大使官邸や日本大使館前で日本政府の竹島（独島）に関する主張に対し、1人でデモを行った[5]。

## 大韓民国刑法
- 第107条（外国元首に対する暴行等）
  - (1)大韓民国に滞在する外国の元首に対して暴行又は脅迫を加えた者は、7年以下の懲役又は禁錮に処する。
  - (2)前項の外国元首に対して侮辱を加え、又は名誉を毀損した者は、5年以下の懲役又は禁錮に処する。
- 第108条（外国使節に対する暴行等）
  - (1)大韓民国に派遣された外国使節に対して暴行又は脅迫を加した者は、5年以下の懲役又は禁錮に処する。
  - (2)前項の外国使節に対して侮辱を加し、又は名誉を毀損した者は、3年以下の懲役又は禁錮に処する。
- 第109条（外国の国旗、国章の冒涜）
  - 外国を侮辱する目的でその国の公用に供する国旗又は国章[6]を損傷、除去又は汚辱した者は、2年以下の懲役又は禁錮又は300万ウォン以下の罰金に処する。<1995年12月29日改正>
- 第110条（被害者の意思）
  - 第107条から第109条までの罪は、その外国政府の明示した意思に反して公訴を提起することができない。<1995年12月29日改正>